# Rogersville (Missouri)
Rogersville és una població dels Estats Units a l'estat de Missouri. Segons el cens del 2000 tenia 1.508 habitants.

## Demografia
Segons el cens del 2000, Rogersville tenia 1.508 habitants, 583 habitatges, i 409 famílies. La densitat de població era de 510,7 habitants per km².
Dels 583 habitatges en un 43,2% hi vivien nens de menys de 18 anys, en un 52,8% hi vivien parelles casades, en un 12% dones solteres, i en un 29,7% no eren unitats familiars. En el 26,6% dels habitatges hi vivien persones soles el 10,8% de les quals corresponia a persones de 65 anys o més que vivien soles. El nombre mitjà de persones vivint en cada habitatge era de 2,58 i el nombre mitjà de persones que vivien en cada família era de 3,13.
Per edats la població es repartia de la següent manera: un 31,8% tenia menys de 18 anys, un 8,7% entre 18 i 24, un 33,1% entre 25 i 44, un 17,2% de 45 a 60 i un 9,2% 65 anys o més.
L'edat mediana era de 30 anys. Per cada 100 dones de 18 o més anys hi havia 86,8 homes.
La renda mediana per habitatge era de 30.417 $ i la renda mediana per família de 39.432 $. Els homes tenien una renda mediana de 26.650 $ mentre que les dones 20.395 $. La renda per capita de la població era de 16.173 $. Entorn del 9,3% de les famílies i l'11,5% de la població estaven per davall del llindar de pobresa.

## Poblacions més properes
El següent diagrama mostra les poblacions més properes.